# Unidad Habitacional Doce de Mayo
Unidad Habitacional Doce de Mayo är en ort i Mexiko.   Den ligger i kommunen Tlacolula de Matamoros och delstaten Oaxaca, i den sydöstra delen av landet, 400 km sydost om huvudstaden Mexico City. Unidad Habitacional Doce de Mayo ligger 1 605 meter över havet och antalet invånare är 225.
Terrängen runt Unidad Habitacional Doce de Mayo är varierad. Runt Unidad Habitacional Doce de Mayo är det ganska tätbefolkat, med 56 invånare per kvadratkilometer. Närmaste större samhälle är Tlacolula de Matamoros, 3,3 km sydost om Unidad Habitacional Doce de Mayo. Trakten runt Unidad Habitacional Doce de Mayo består i huvudsak av gräsmarker.